# Ukapljeni zemni plin
Ukapljeni zemni plin ili ukapljeni prirodni plin  (UPP) jest pročišćeni zemni plin rashlađivanjem pretvoren u tekuće stanje radi lakšeg prijevoza. U međunarodnom prometu, kratica za ukapljeni zemni plin je LNG, prema engleskom nazivu liquefied natural gas (ukapljeni prirodni plin).
Ukapljeni prirodni plin zauzima oko 1/600 volumena prirodnog plina u plinovitom stanju. Bezbojan je i bez mirisa, netoksičan i ne korodira. Postoji opasnost od smrzavanja, gušenja i zapaljenja.
Ukapljivanje se obavlja u LNG-terminalima. Proces ukapljivanja uključuje uklanjanje komponenti kao što su prašina, otrovni plinovi, helij, voda i teški ugljikovodici, jer bi one mogle izazvati poteškoće u daljnjoj upotrebi. Prirodi plin tada se komprimira u tekućinu pri približno atmosferskom tlaku (maksimalni tlak pri prijevozu je oko 25 kPa/3.6 psi) tako da je hlađen na oko -162 °C (-260 °F).
Smanjenje volumena čini ga mnogo ekonomičnijim za prijevoz na duge relacije gdje cjevovodi ne postoje. Gdje prijenos prirodnog plina cjevovodima nije moguć ili ekonomičan, može se prevoziti posebno dizajniranim LNG brodovima tj. LNG tankerima. Tankeri za prijevoz LNG-a mogu biti dugi i preko 300 metara, a minimalna dubina vode mora biti veća od 12 metara kad su potpuno puni. Oni također moraju imati dvostruku oplatu i specijalno su dizajnirani kako bi podnijeli niske temperature LNG-a.
LNG se uglavnom koristi za prijenos prirodnog plina do tržišta, gdje se ponovno prebačen u plinovito stanje distribuira cjevovodima prirodnog plina. Može se takoder koristiti u vozilima na prirodni plin. Iako je uobičajeno da vozila koriste komprimirani prirodni plin, njegovi relativno visoki troškovi proizvodnje i potreba da se skladišti u skupim kriogenim spremnicima spriječila je njegovu široku komercijalnu primjenu. Gustoća LNG-a je otprilike 0,41 kg /L do 0,5 kg / L, ovisno o temperaturi, tlaku i sastavu, što je upola manje od gustoće vode.
Toplinska vrijednost ovisi o izvoru plina koji se koristi te o procesu koji se koristi prilikom uplinjavanja plina. Najveća toplinska vrijednost LNG-a procjenjuje se na 24 MJ / L. Najniža toplinska vrijednost LNG-a je 21 MJ / L ili 635 BTU/ft3. Radi usporedbe različitih goriva za grijanje vrijednost je također poznata kao gustoća energije izražavana u MJ / L ili ekvivalent galonu benzina izražene u BTU/ft3. Gustoća energije LNG-a je 2,4 puta veća od CNG-a (komprimirani prirodni plin) što ga čini ekonomičnim za prijevoz prirodnog plina u obliku LNG-a brodom.

## Proizvodnja
Prirodni plin plasiran u LNG postrojenja bit će tretiran uklanjanjem vode, sumporovodika, ugljikova dioksida i drugih komponenti koje će se smrznuti (npr. benzen) pod niskim temperaturama potrebne za pohranu. LNG obično sadrži više od 90% metana. Također sadrži male količine etana,  propana, butana, neke teže alkane i dušik. Proces pročišćivanja može biti konstruiran tako da daje gotovo 100% metana. Jedan od rizika LNG-a je (RTP) „a rapid phase transition explosion” koji se javlja kada hladan LNG dođe u dodir s vodom.
Najvažniji dio infrastrukture potreban za proizvodnju i transport LNG-a je LNG tvornica koje se sastoji od jednog ili više LNG train-a (LNG train je izraz koji se koristi za opis postrojenja koja obavljaju ukapljivanje i pročišćavanje u LNG tvornici) od kojih je svaki samostalna jedinica za ukapljivanje plina. Najveći LNG train nalazi se u Kataru. Tvornica Qatargass II ima dva LNG train-a, a svaki od njih kapacitet proizvodnje od 7,8 mmtpa. 
LNG se ukrcava na brodove i dostavlja do terminala za uplinjenje, gdje se LNG ugrijava i pretvara u plin. Terminali za uplinjenje su obično povezani s merežom za pohranu i cijevovodima za distribuciju prirodnog plina do lokalnih tvrtki za distribuciju ili nezavisnih elektrana. 
| Naziv postrojenja       | Lokacija     | Zemlja               | Datum početka rada | Kapacitet (mmtpa)  | Korporacija  |
| Qatargas II             | Ras Laffan   | Qatar                | 2009               | 7.8                |              |
| Arzew GL4Z              |              | Algeria              | 1964               | 0.9                |              |
| Arzew GL1Z              |              | Algeria              | 1978               | upgraded           |              |
| Arzew GL1Z upgrade      |              | Algeria              | 1997               | 7.9                |              |
| Skikda GL1K             |              | Algeria              | 1972               | upgraded           |              |
| Skikda GL1K Ugrade I    |              | Algeria              | 1981               | upgraded           |              |
| Skikda GL1K Ugrade II   |              | Algeria              | 1999               | 6.0                |              |
| Lumut 1                 |              | Brunei               | 1972               | 7.2                |              |
| Bontang A-B             |              | Indonesia            | 1977               | expanded           |              |
| Bontang A-D             |              | Indonesia            | 1986               | expanded           |              |
| Bontang A-E             |              | Indonesia            | 1989               | expanded           |              |
| Bontang A-F             |              | Indonesia            | 1993               | expanded           |              |
| Bontang A-G             |              | Indonesia            | 1998               | expanded           |              |
| Bontang A-H             |              | Indonesia            | 1999               | 22.6               |              |
| Point Fortin            |              | Trinidad and Tobago  | 1999               | expanded           | Atlantic LNG |
| Point Fortin expansion  |              | Trinidad and Tobago  | 2003               | 9.9                | Atlantic LNG |
|                         | Damietta     | Egypt                | 2004               | 5.5                | Segas LNG    |
|                         | Idku         | Egypt                | 2005               | 7.2                |              |
| Bintulu MLNG 1          |              | Malaysia             | 1983               | 7.6                |              |
| Bintulu MLNG 2          |              | Malaysia             | 1994               | 7.8                |              |
| Bintulu MLNG 3          |              | Malaysia             | 2003               | 3.4                |              |
| Bonny Island            |              | Nigeria              | 1999               | expanded           |              |
| Bonny Island            |              | Nigeria              | 2003               | 9.5                |              |
| Northwest Shelf Venture | Karratha     | Australia            | 2009               | 16.3               |              |
| Withnell Bay            | Karratha     | Australia            | 1989               | upgraded           |              |
| Withnell Bay            | Karratha     | Australia            | 1995               | Upgraded (was 7.7) |              |
| Sakhalin II             |              | Russia               | 2009               | 9.6.               |              |
| Yemen LNG               | Balhaf       | Yemen                | 2008               | 6.7                |              |
| Tangguh LNG Project     | Pappua Barat | Indonesia            | 2009               | 6.7                |              |
| Qatargas I              | Ras Laffan   | Qatar                | 1996               | upgraded (was 4.0) |              |
| Qatargas I upgrade      | Ras Laffan   | Qatar                | 2005               | 10.0               |              |
| Qatargas III            |              | Qatar                | 2010               | 7.8                |              |
| Rasgas I and II         | Ras Laffan   | Qatar                | 1999               | 6.6                |              |
| Qalhat                  |              | Oman                 | 2000               | 7.3                |              |
| Das Island I            |              | United Arab Emirates | 1977               | expanded           |              |
| Das Island I and II     |              | United Arab Emirates | 1994               | 5.7                |              |
| TOTAL                   |              | WORLD                | 1990               | 50                 |              |
| TOTAL                   |              | WORLD                | 2002               | 130                |              |
| TOTAL                   |              | WORLD                | 2007               | 160                |              |

Informacije za tablicu preuzete su od US Energy Information Administration.

## Trgovina
Terminali za primanje LNG-a postoje u otprilike 18 zemalja, to uključuje Indiju, Japan, Koreju, Tajvan, Kinu, Belgiju, Španjolsku, Italiju, Francusku, Veliku Britaniju, SAD, Čile i Dominikansku Republiku. Planovi za izgradnju LNG terminala postoje u Argentini, Brazilu, Urugvaju, Kanadi, Grčkoj, Ukrajini.
U 2004. LNG čini 7% svjetske potrošnje prirodnog plina. Globalna trgovina LNG-a povećavala se 7.4% godišnje u razdoblju od 1995. – 2005., a očekuje se da će i narednih godina znatno rasti u postotku od 6.7 godišnje do kraja 2020.
Do sredine devedesetih godina LNG potražnja je koncentrirana na sjeveroistoku Azije – Japan, Koreja i Tajvan. 
Do kraja 2007. postojalo je 15 zemalja koje su izvozile LNG i 17 koje su ga uvozile. Tri najveća LNG izvoznika 2007. su Katar (28 MT), Malezija (22 MT) i Indonezija (20 MT), dok su tri najveća LNG uvoznika Japan (65 MT), Južna Koreja (34 MT) i Španjolska (24 MT). Trgovina LNG-om povećana je s 140 MT-a u 2005. na 172 MT –a u 2008., a prognozira se povećanje na otprilike 300 MT-a u 2012.

## Općenito
LNG (liquified natural gas) je skraćenica za ukapljeni prirodni plin. Razlog porasta upotrebe, a s time i prijevoza, su višestruki. Njegove najčešće spominjane prednosti nad ostalim energentima (naftom najviše) su:
- znatno manje onečišćenje okoliša
- gorivo visoke ogrijevne moći
- moguće velike rezerve nalazišta ispod 1000 m

LNG je smjesa plinova koja se pri temperaturi i tlaku okoline nalazi u plinovitom stanju.
U smjesi dominira metan, a nalazimo još u manjim postocima i etan, propan i butan.
Metan je po svom kemijskom sastavu zasićeni ugljikovodik s jednim atomom ugljika i četiri atoma vodika kemijske oznake CH. 
Svojstva metana su:
- temperatura samozapaljenja 585°C
- kritični tlak 46 bar
- gustoća ukapljenog metana 425kg/m³
- vrelište -161,5°C
- granica eksplozivnosti pri okolnom tlaku 5,24% ; 14,2%

## Vanjske poveznice
- Nove LNG tehnologije
- Što je LNG?  Arhivirana inačica izvorne stranice od 20. studenoga 2010. (Wayback Machine)
- Ukapljeni zemni plin i njegova sigurnost